# 石原倫理
石原 倫理（いしはら ともただ、1957年2月27日 - ）は、日本の右派・保守系の政治運動家。

## 略歴
島根県安来市出身。日本大学法学部卒業。維新政党・新風福岡県幹事長。2004年の第20回参議院議員通常選挙に福岡県選挙区から立候補、落選して現在にいたる。松江市在住。北朝鮮に拉致された日本人を救う島根の会事務局長、特定非営利活動法人新風たすけあひ機構の理事でもある。
東アジア諸国に関心を持ち、学生時代から国際交流活動をおこなっていた。1996年に韓国国内で竹島問題を発端として反日感情が高まる中、日本国民はおろか、竹島を県土としてもつ島根県民さえもが、この問題に無関心であることに疑問を感じ竹島を考える会を発足する。
また、北朝鮮による日本人拉致事件が陰謀論として一蹴されていた90年代後半から、積極的にこの問題に取り組んでいた。石原の取り組みは地元の地方紙で紹介されたこともある。